# Liebfrauen-Schützenbruderschaft von 1630 Münster

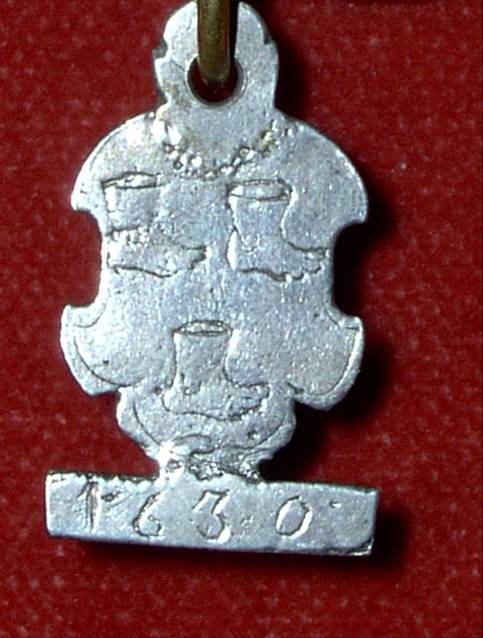
1630: ältestes Schildchen der Königskette (Rückseite), König Henric Trippelvoett

Die Liebfrauen-Schützenbruderschaft von 1630 Münster ist eine Schützenbruderschaft in Münster in Westfalen, die während des Dreißigjährigen Krieges gegründet wurde. Wie bei allen Münsterer Schützengesellschaften ist der überlieferte Quellenstoff sehr dürftig; von 1630 bis 1744 ist die einzige Quelle die Königskette mit den Königsschildchen. Soviel ist aber sicher: die „Liebfrauen-Schützenbruderschaft“ kann sich rühmen, die älteste der Kirchspiel-Schützenbruderschaften innerhalb der Altstadt zu sein.

## Geschichte
Mit dem Anwachsen städtischer Macht und dem Aufblühen des Städtewesens kam das Schützenwesen seit dem 14. und 15. Jahrhundert vor allem aus dem flandrischen und nordfranzösischen Raum nach Westfalen. Besonders in den Hansestädten, wie zum Beispiel Münster, Dortmund und Soest entstanden nun Schützenbruderschaften.
In Münster ist der erste indirekte Hinweis auf eine organisierte Schützenbruderschaft für das Jahr 1447 überliefert, und zwar in einer Kämmerei-Rechnung.
Es war nicht Zweck und Aufgabe der Schützenbruderschaften, die städtische Verteidigung zu organisieren. Die Wehrpflicht gehörte zu den allgemeinen Bürgerpflichten und schrieb die Bewaffnung für jeden Mann vor. Zur Stadtverteidigung wurde im Ernstfall jeder herangezogen. Die Schützenbruderschaften leisteten aber einen indirekten Beitrag zur Stadtverteidigung, da sie Bürger in der Handhabung von Waffen (Hellebarde, Armbrust, Feuerbüchse) ausbildeten.
Stadt- und Landesherren unterstützten solche Vereinigungen durch die Verleihung bestimmter Privilegien oder sogar durch ihre Mitgliedschaft. So schaffte der Rat der Stadt Münster bis 1553 insgesamt 811 rote Schützenhüte (Barette oder Bonette genannt) für Mitglieder der Schützenbruderschaft an und unterstützte die Schützenfeste durch mehrere Fässer Bier. Besondere Schießkünste wurden belohnt, der Schützenkönig für ein bis drei Jahre von den Steuern befreit und mit einem Hut, einem silbernen Löffel oder Geld ausgezeichnet. Nicht selten war ein Bischof von Münster Schützenkönig in einer Bruderschaft. 1713 war der Fürstbischof Franz Arnold von Wolff-Metternich zur Gracht Schützenkönig der Liebfrauen-Schützenbruderschaft.
Die Liebfrauen-Schützenbruderschaft ist eine Schützenvereinigung, die auf der Basis eines Kirchspiels, der Gemeinde Überwasser, organisiert ist. Die Gründung der Bruderschaft erfolgte während des Dreißigjährigen Krieges. Das älteste Königsschildchen der Liebfrauen-Bruderschaft stammt aus dem Jahre 1630, so dass man, vorausgesetzt, dass nicht ein älteres Schildchen verloren gegangen ist, dies als Gründungsjahr annehmen kann. Urkundlichen Zeugnisse für das Bestehen der Bruderschaft aus dieser oder älterer Zeit sind nicht vorhanden. Selbst die „jüngeren“ Akten sind mit dem Protokollbuch, das seit 1778 geführt wurde, bis auf geringe Reste im Zweiten Weltkrieg (1939–1945) vernichtet worden.
Der erste nachweisbare Schützenkönig war Henric Trippelvoet (1630), der auf dem „Hohenkamp“ (Krummer Timpen) in Münster wohnte. Im Königsjahr wurde er vom Rat der Stadt Münster als Gerichtsschreiber vereidigt.
Besonders zu erwähnen ist, dass am 17. März 1938, im Zuge der sogen. Gleichmachungsbestrebungen der Nationalsozialisten, die Schützenbruderschaften „Liebfrauen-Überwasser“, „Alt-Uppenberg“ und „Aa-Insel“  zwangsweise unter dem neuen Namen „Vereinigte Schützenbruderschaften von Liebfrauen“ vereinigt wurden. Die Nationalsozialisten wollten die Schützenbruderschaften ihrer kirchlichen Bindung entkleiden und sie auf das Niveau wehrsportlicher Schießvereine herabdrücken. Die Ämter im neuen „Verein“ konnten nur von Parteimitgliedern der NSDAP besetzt werden. Diese denkwürdige Generalversammlung fand auch unter Beteiligung der Partei statt. Der Aldermann hieß nun „Vereinsführer“.
Im Jahr 1940 wurden alle Schützenvereine dem Nationalsozialistischen Reichsbund für Leibesübungen angegliedert. Nach §2 der neuen Einheitssatzung, die am 9. Juli 1940 einstimmig angenommen werden musste, war von jetzt an Zweck des Vereins: „die leibliche und charakterliche Erziehung der Mitglieder im Geiste des Nationalsozialismus durch die planmäßige Pflege der Leibensübungen“. Propagandamärsche, Großkundgebungen und Opferschießen „bereicherten“ von jetzt an das Jahresprogramm der „Vereinigten Schützenbruderschaften von Liebfrauen“. Strikte Anweisungen sicherten das Erscheinen aller Mitglieder. Etwa bis 1942 wird noch von einem Vereinsleben berichtet, dann erstirbt die Berichterstattung. Die schweren Bombenangriffe auf Münster seit dem Frühjahr 1943 legen das Vereinsleben völlig lahm.
In der konstituierenden Generalversammlung am 25. Februar 1947 wurde die „Vereinigte Schützenbruderschaft von Liebfrauen“ aufgelöst und beschlossen, die alten Bruderschaften wieder aufleben zu lassen.
Heute, im Jahr 2024, regiert der 192. namentlich bekannte König die Bruderschaft im 394. Jahr ihres Bestehens.

### Struktur und Mitgliedschaft
An der Spitze der Schützenbruderschaft stand stets der Senior oder Aldermann, der auch als „husher (hußer)“ = Hausherr bezeichnet wurde, weil die Versammlung der Bruderschaft in seinem Haus stattfand. Ursprünglich war es wohl stets das älteste Mitglied der Bruderschaft, später wurde er auf jeder Generalversammlung neu gewählt. Ihm zur Seite standen die beiden Schaffer oder Scheffer, die das Bruderschaftsvermögen zu verwalten, das Nötige für das Königsschießen und den Königsball zu besorgen hatten und bei der „Zehrung“ (dem Schützenmahl nach dem Königsschießen) dienen mussten.
Mitglied konnte von Anfang an nur werden, wer das Bürgerrecht besaß und im Kirchspiel Überwasser wohnte.

### Regularien
Da die einzige Quelle zur Geschichte der Bruderschaft bis 1744 nur die Königskette mit den Schildchen ist, ist nichts über die erste Einrichtung, über ursprüngliche Insignien und Regularien bekannt. Wahrscheinlich sind auch im 18. Jahrhundert und früher keine schriftlichen Statuten vorhanden gewesen, denn als im Jahre 1783 der damalige Aldermann der Bruderschaft gestorben war, wurden von den Erben dem neuen Aldermann nur die Schützenkette, eine Seidenfahne, auf der ein Muttergottes-Bild nebst Inschrift der Bruderschaft abgebildet war, und Akten ab 1778 als Eigentum der Bruderschaft übergeben. Als 1816 nach etwas vorhandenen Statuten gefragt wurde, stellte eine Kommission fest, dass man lediglich folgenden Gewohnheiten kannte:
1. Jeder Neuaufgenonmmene zahle einen Dukaten in Gold.
2. Alle drei Jahre habe mit obrigkeitlicher Erlaubnis ein Scheibenschießen stattgefunden.
3. Darauf sei ein Königsball gewesen.
4. Wer beim Scheibenschießen den besten Schuss hatte, wurde König.
5. Husher und Scheffer wurden alle drei Jahre und zwar während des Balles gewählt und öffentlich als solche ausgerufen.

Die Bruderschaft hatte immer auch religiöse Inhalte, so waren die Schützenbrüder „bei Strafe gehalten“, am Morgen des Tages, an dem das Königsschießen abgehalten wurde, eine hl. Messe mit Bitten für die Toten und „um Bewahrung eines Unglücks beym Scheibenschießen“ beizuwohnen.

## Schildchen der Königsketten

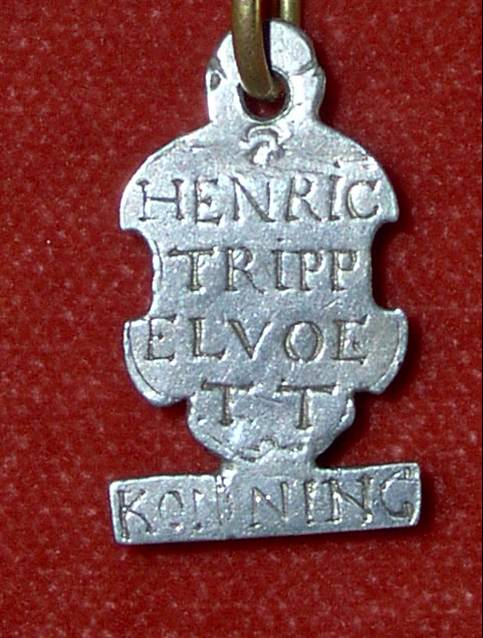
1630: ältestes Schildchen der Königskette (Vorderseite), König Henric Trippelvoett
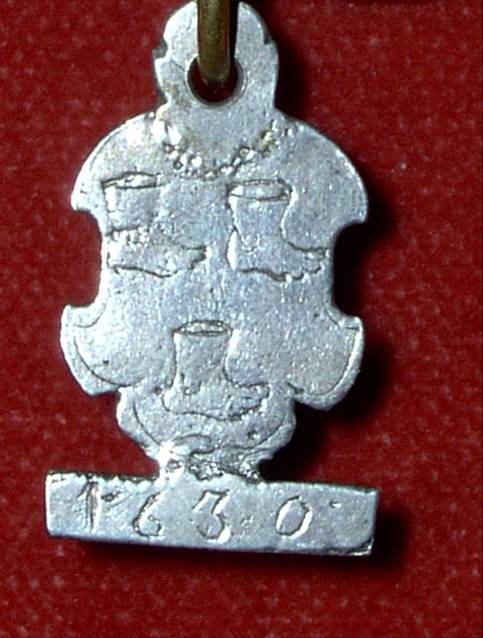
1630: ältestes Schildchen der Königskette (Rückseite), König Henric Trippelvoett
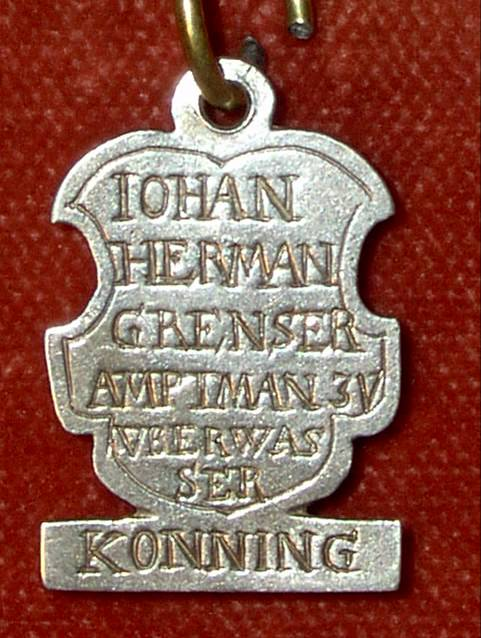
1674: Schildchen der Königskette (Vorderseite), König Johan Herman Grenser
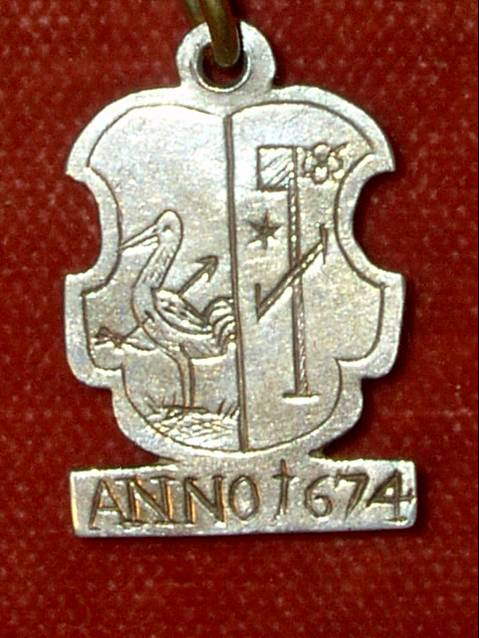
1674: Schildchen der Königskette (Rückseite), König Johan Herman Grenser
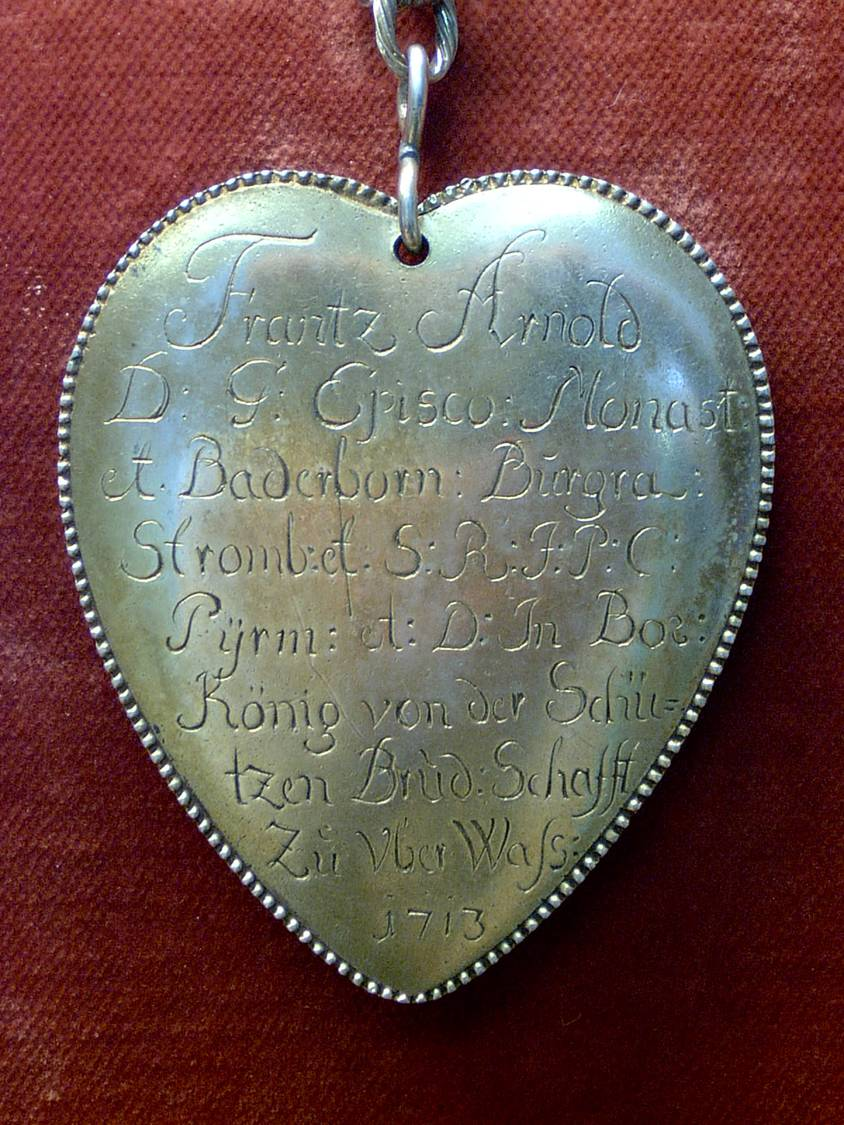
1713: Schildchen der Königskette (Vorderseite), Fürstbischof Franz Arnold von Wolff-Metternich zur Gracht
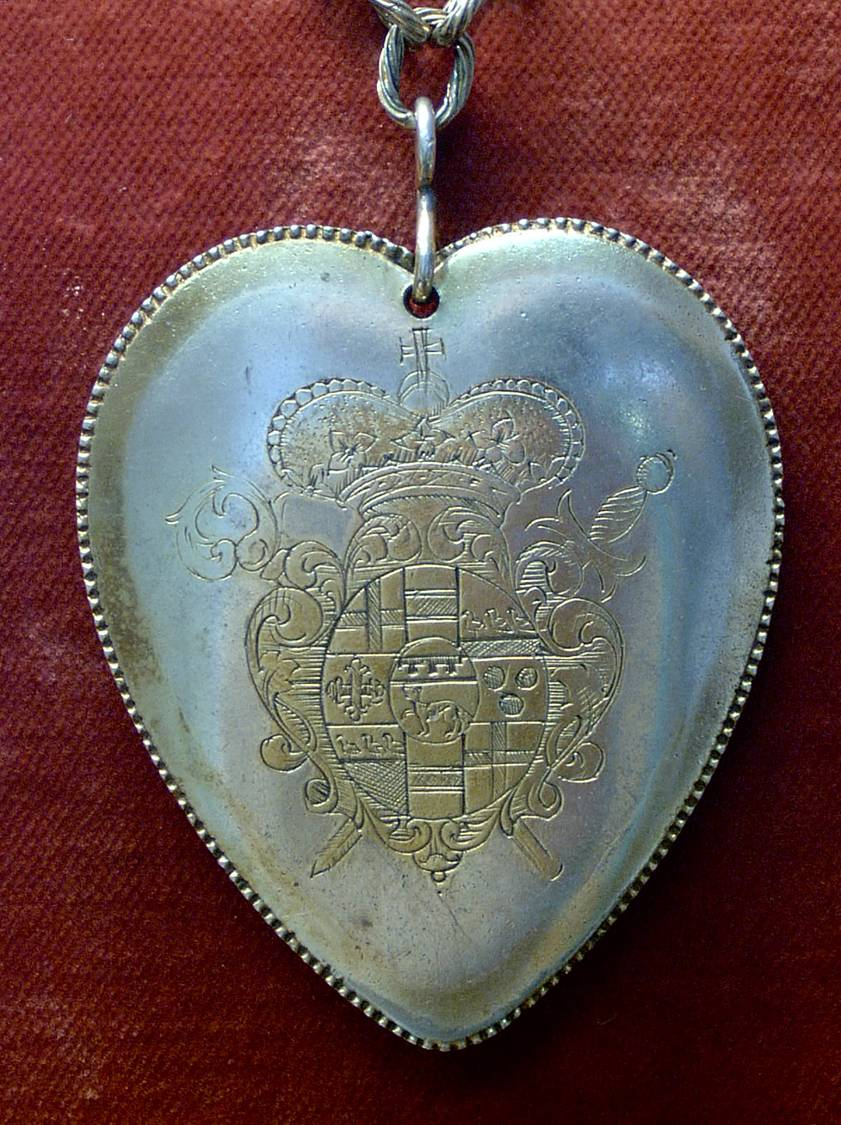
1713: Schildchen der Königskette (Rückseite), Fürstbischof Franz-Arnold von Wolff-Metternich zur Gracht
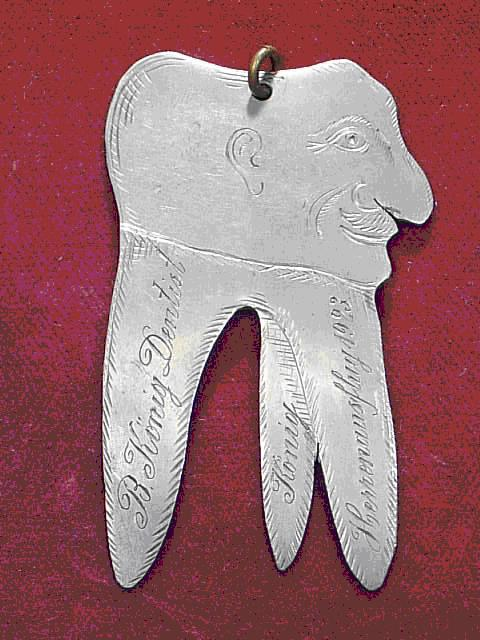
1923: Schildchen der Kette des Wurste- bzw. Herbstkönigs B. König, Dentist
1930: Schildchen der Kette des Wurste- bzw. Herbstkönigs Pinkus Müller, Bierbrauer und Gastronom
1965: Schildchen der Königskette (Vorderseite), Günter Hölscher
1980: Schildchen der Königskette (Vorderseite), Heinz Goddemeier
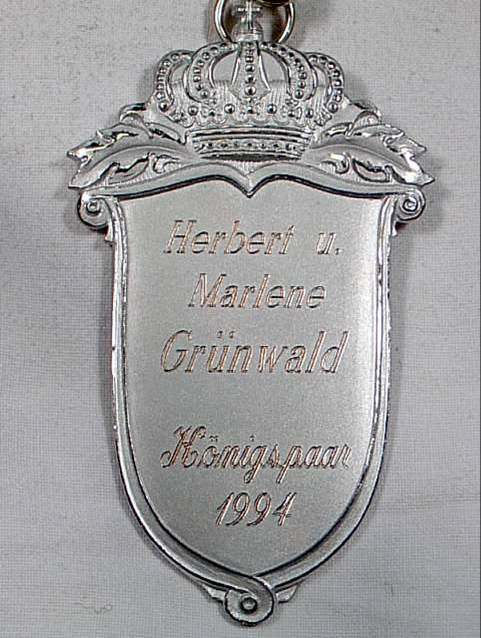
1994: Schildchen der Königskette (Vorderseite), Herbert Grünwald
2000: Schildchen der Königskette (Vorderseite), Norbert Enste

## Die Bruderschaft heute
Die neue Satzung, die durch die Mitgliederversammlung am 18. März 1970 angenommen wurde, öffnete die Bruderschaft in mehrfacher Hinsicht. Seit dieser Zeit werden auch Mitglieder aufgenommen, die nicht im Pfarrbezirk Überwasser wohnen. Auch ist es inzwischen in der Bruderschaft selbstverständlich, dass evangelische Christen aufgenommen werden.
Die Abwehr einer äußeren Bedrohung und somit die Ausbildung an Waffen ist heute keine Aufgabe der Bruderschaft mehr, aber angesichts der Anonymität der Gesellschaft und vieler Werteveränderungen ist die Bruderschaft im gemeinsamen Miteinander hilfreich, stützend und förderlich. Unter den Schützenbrüdern und ihren Familien sind durch das Bruderschaftsleben mehr oder weniger enge Beziehungen entstanden und Freundschaften begründet und verstärkt worden. Wie es schon immer Inhalt der alten Bruderschaftsidee war, vertiefen Veranstaltungen, Erlebnisse und Gespräche neue und alte persönliche Bindungen.
Die Liebfrauen-Schützenbruderschaft ist Mitglied des Bundes der Historischen Deutschen Schützenbruderschaften und des Verbandes der Schützenvereine und Bruderschaften der Stadt Münster e.V.

### Struktur und Mitgliedschaft
Auch heute heißt der 1. Vorsitzende der Bruderschaft Aldermann. Ihm zur Seite steht der Vorstand mit Schatzmeister, Schriftführer und Schießmeister. Für jede Funktion, auch für den Aldermann, gibt es einen Stellvertreter. Fünf Schaffer unterstützen die Arbeit des Vorstandes, insbesondere bei der Vorbereitung von Veranstaltungen. Vorstand und Schaffer werden jeweils für drei Jahre von der Mitgliederversammlung gewählt. Präses der Bruderschaft ist der jeweilige Pfarrer der Katholischen Pfarrei Liebfrauen-Überwasser Münster, der „qua Amt“ auch Ehrenmitglied der Bruderschaft ist.
Über die Aufnahme eines neuen Mitgliedes, die nur auf Empfehlung eines langjährigen Mitgliedes erfolgen kann, entscheidet die Mitgliederversammlung. Es können nur Männer aktive Mitglieder der Bruderschaft werden. Ausnahmen: Die Witwen der verstorbenen Mitglieder bleiben passive Mitglieder der Bruderschaft.

### Regularien
Die aktuellen Regularien sind in der aktuellen Satzung der Bruderschaft vom 18. März 1970 festgeschrieben. Darin wird als Aufgabe der Bruderschaft die Pflege des Heimatgedankens, des Brauchtums und der Geselligkeit in christlichem Sinne definiert.

## Insignien
Eine kleine Königskette mit den ältesten 21 Schildchen, fünf große Königsketten mit insgesamt 167 Plaketten (Stand 2024) und eine Prinzenkette verdeutlichen die lange Tradition der Bruderschaft. Jeder König lässt im Königsjahr eine neue Plakette fertigen. Neben diesen Königsketten existiert noch die Kette des Herbst- oder auch Wurstekönigs mit 89 Plaketten (Stand 2024), die nur vom Herbstkönig getragen wird. Das Motiv der Herbstkönigsplakette muss einen Bezug zum Beruf des Herbstkönigs haben. Als weitere Insigne bewahrt die Bruderschaft einen Wanderpokal aus dem Jahre 1937, der regelmäßig für den Ehrentrunk bei der Königsproklamation genutzt wird.

## Veranstaltungen im Jahreslauf
- Schinkenessen (März)
- Mitgliederversammlung (Frühjahr)
- Teilnahme an der Wallfahrt der Schützenvereine und -bruderschaften nach Telgte
- Königsschießen auf einen hölzernen Vogel in Verbindung mit dem Familienfest (Sommer)
- Sommerfest (Kaffeetrinken und anschließende Grillparty)
- Teilnahme an der Fronleichnamsprozession der Pfarrei Liebfrauen-Überwasser, Münster
- Teilnahme am Stadtschützenfest
- Herbstausflug mit Herbstkönigsschießen auf eine verdeckte Scheibe
- Mitgliederversammlung (Herbst)
- Winterball (November)